# Klaus G. Jaeger

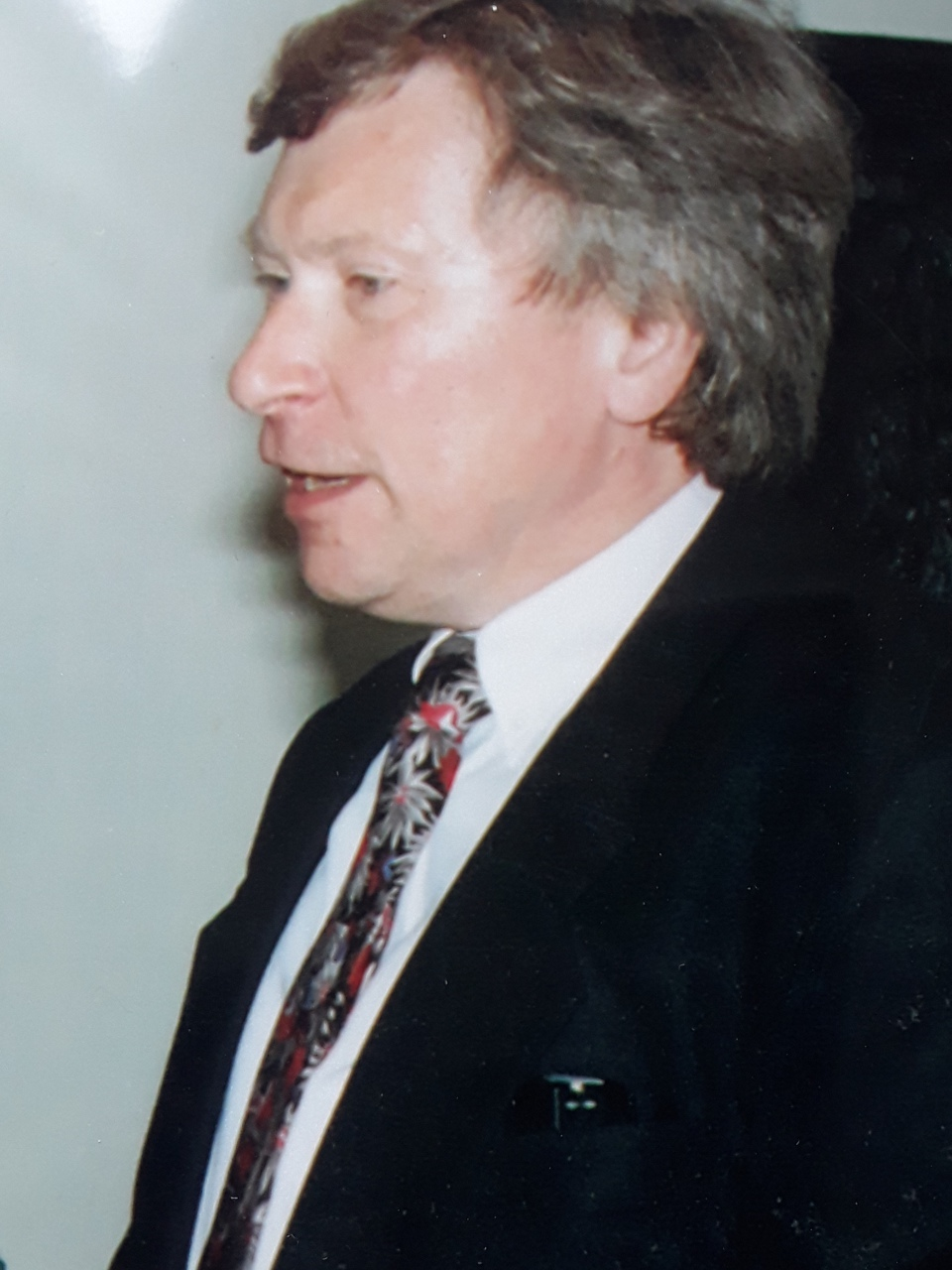
Klaus G. Jaeger (1989)

Klaus G. Jaeger (* 6. August 1939 in Siegen; † 20. Januar 1997 in Düsseldorf) war ein deutscher Filmenthusiast, -sammler und -organisator. Von 1973 bis zu seinem Tod leitete er das 1979 in Filminstitut der Landeshauptstadt Düsseldorf, 1993 in Filmmuseum Düsseldorf und 1997 in Filmmuseum der Landeshauptstadt Düsseldorf umbenannte Filmforum der Volkshochschule in Düsseldorf.

## Leben
Klaus G. Jaeger war gelernter Industriekaufmann. In den 1960er Jahren wurde er Mitglied beim Düsseldorfer Filmclub und bald dessen Vorstand. Seit 1968 war er zudem für die Filmbewertungsstelle der Länder der Bundesrepublik Deutschland (FBL) in Wiesbaden (Deutsche Film- und Medienbewertung; FBW) tätig.
In den 1970er Jahren baute er das von ihm geleitete Filmforum Düsseldorf der Volkshochschule Düsseldorf – eines der ersten kommunalen Kinos in Deutschland – „zu einem Zentrum der Filmliebhaber und -historiker aus. Viel beachtete“ und auch in Paris, London und Moskau erfolgreiche „Retrospektiven, auch in Zusammenarbeit mit dem Institut Français“ – ab 1974 gab es „regelmäßig Vorführungen alter Meister des französischen Stummfilms wie Melies, Gance und Epstein“, Jaeger lud aber auch gerne Vertreter der Neuen deutschen Welle ein –, „ließen das Publikum von weit her anreisen. Zu den renommierten Gästen des Hauses zählten unter anderem Claude Chabrol, Eddie Constantine, Lotte H. Eisner, der Gründer der Cinémathèque Française, Henri Langlois, Lotte Reiniger, Douglas Sirk sowie Lino Ventura.“
Jaeger ist der 1982 erstmals vergebene, heute zu den wichtigsten Filmpreisen zählende Helmut-Käutner-Preis, der Filmpreis der Stadt Düsseldorf zu verdanken. Zu seinen Lebzeiten wurden Lotte H. Eisner (1982), Wolfgang Staudte (1984), Bernhard Wicki (1986), Ulrich Gregor / Hilmar Hoffmann (1988), Wolfgang Kohlhaase (1990), Hildegard Knef (1993) sowie Hanns Eckelkamp, Enno Patalas und Wolf Donner (1995) ausgezeichnet.
„Klaus Jaeger nutzte seine Reisen zum Suchen und Ankaufen. Auf Flohmärkten oder in Antiquariaten fand er zum Beispiel historische Kameras und Apparate sowie alte Filme, die zum Grundstock für die Sammlung des heutigen Düsseldorfer Filmmuseums wurden. […] Jaeger richtete auch ein Filmarchiv mit Tausenden von Kopien ein und überzeugte das Land Nordrhein-Westfalen, die landeseigene Filmsammlung zur Betreuung in seine Hände zu geben.“

## Auszeichnungen
- Palmes Académiques der Republik Frankreich
- Verdienstorden der Bundesrepublik Deutschland